# Euneophlebia atrisparsa
Euneophlebia atrisparsa är en fjärilsart som beskrevs av George Francis Hampson 1903. Euneophlebia atrisparsa ingår i släktet Euneophlebia och familjen nattflyn. Inga underarter finns listade i Catalogue of Life.